# Onthophagus semirubidus
Onthophagus semirubidus là một loài bọ cánh cứng trong họ Bọ hung (Scarabaeidae).